# Фрі-Стейт
Фрі-Стейт (англ. Free State — «вільна держава») — одна із провінцій Південно-Африканської Республіки. Територія повністю збігається із територією старої провінції Оранжева вільна держава, а нова назва — поширене скорочення старої.
Провінція виробляє до 70 % південноафриканського зерна, крім того, там розташовані багаті родовища золота та алмазів.
Столиця — Блумфонтейн.
Голова: Сісі Нтомбела (АНК).
Населення провінції — 2 706 766 (2001). Площа: 129 480 км².
Основним населенням центру і сходу провінції є народ басото (суто).
Центр провінції — місто Блумфонтейн, котре також є юридичною столицею ПАР.

## Визначні місця
- Гора Кваква, назва котрої в перекладі з однієї з койсанських мов означає «біліша ніж біла», ця назва виникла через білий колір піщаних гір.
- Національний парк Ґолден-Ґейт-Гайлендс.